# Västra Njaltaheden
Västra Njaltaheden är ett naturreservat i Arjeplogs kommun i Norrbottens län.
Området är naturskyddat sedan 2013 och är 1,9 kvadratkilometer stort. Reservatet omfattar ett våtområde i söder och i övrigt av en tallhed.